# Tour brune d'Embrun
La Tour brune d'Embrun est une tour située dans la commune d'Embrun dans le département des Hautes-Alpes en France.

## Historique
La tour Brune est un ancien donjon des archevêques d’Embrun et constitue l'un des derniers vestiges de l’ensemble épiscopal construit à partir du XIIIe siècle contre la partie la plus ancienne du Palais archiépiscopal, à proximité immédiate de la cathédrale Notre-Dame d'Embrun ; cette imposante tour carrée, couronnée de merlons et de mâchicoulis, marque fortement de sa présence le paysage embrunais. Elle symbolisait le pouvoir temporel des archevêques d'Embrun, princes d'Empire, et devait assurer la protection du quartier canonial qui entourait la cathédrale. Son nom viendrait de son appellation ancienne de tour d'Ambrune.
Au cours des siècles, elle a successivement servi de lieu d’habitation, puis de dépôt, voire occasionnellement de prison ; le volume intérieur, qui ne comportait à l’origine que deux niveaux intermédiaires, a été « rentabilisé », sans doute au XVIIe siècle ou au XVIIIe siècle, par la construction de cinq voûtes d’arêtes superposées qui offraient un gain de surface utile substantiel, au prix de l’occultation partielle des ouvertures et d’une limitation extrême des possibilités de circulation verticale.
La tour est un parallélépipède dont les murs ont une épaisseur de 1,80 m et d'une hauteur totale de 27 m. Elle comporte des fenêtres en arbalétrières et une ouverture plus importante sur la façade occidentale. Elle était autrefois couronnée d'une charpente en bois à quatre pans de forme pyramidale. C'est en 1927 que la partie supérieure de la tour a été transformée avec la réalisation d'une toiture terrasse avec un couronnement en créneaux imitant ceux du Palais des Papes d'Avignon.
La tour a servi au guet comme celles de Réallon et de Saint-Clément-sur-Durance. Elle a été salle du trésor, arsenal et, après la Révolution française de 1789, lorsque le palais archiépiscopal a servi de caserne, réservoir d'eau pour la caserne. Elle a aussi servi de prison, comme les dessins de détenus napoléoniens en témoignent.
La tour Brune est devenue propriété de la ville d'Embrun en 1934.
En 1990, le parc national des Écrins a confié à la société Prospective & Patrimoine la réalisation d’une étude de recherche muséologique et d’aménagement muséographique, afin d’installer une exposition permanente. Celle-ci a pour objet une action de sensibilisation à l’environnement et de présentation du parc national des Écrins dans la Tour brune à Embrun, site touristique qui constitue une des « portes d’entrée » du parc. Inauguré le 11 juillet 1996, ce premier musée du paysage a en effet pour objectif d’offrir au visiteur des clés de lecture et de compréhension des paysages du territoire du parc national des Écrins dans leur globalité. S’appuyant sur ce site exceptionnel ainsi que sur les missions du parc national des Écrins, le concept élaboré par Pascale Mottura de « Prospective & Patrimoine » sous la direction de Bruno Donzet, Architecte, propose un traitement thématique des différents niveaux de la tour. Ce concept repose sur la déclinaison de la notion de paysage, appréhendée dans toute sa polysémie à travers le savoir des géographes, des historiens, des artistes, des ingénieurs ou encore des sociologues.
La Tour Brune fait l'objet d'un classement au titre des monuments historiques par arrêté du 5 mars 1927. L'ancien archevêché, en totalité, avec le sol de ses cours, fait l'objet d'une inscription au titre des monuments historiques par arrêté du 20 septembre 2005.

## Les travaux d’équipement intérieur
La Commission supérieure des monuments historiques a émis un avis favorable à la destruction des voûtes des parties hautes, proposée par Alain Tillier, Architecte en chef des monuments historiques. Le volume ainsi dégagé pouvant alors être divisé par un plancher unique rétabli à son emplacement d’origine attesté par des vestiges encore en place. Le sommet de la tour devient par ailleurs accessible au public en prévoyant d’établir un plancher au niveau du chemin de ronde afin de permettre un accès direct à la terrasse et à la table d’orientation.
Ce musée du paysage et le programme de réutilisation des niveaux de la Tour brune offre ainsi de nouvelles perspectives dans l’aménagement de ce type de bâtiments, à priori difficile à rendre accessible au public. Pourtant, la suppression des voûtes dans une tour médiévale a posé un problème de Doctrines et techniques de conservation - restauration au sein de la Commission supérieure des monuments historiques, même pour des éléments plus tardifs. 
La Tour brune est en effet un donjon roman de première importance dans les Alpes.

## Le concept de tour du paysage
Sur la base du concept de tour du paysage, Cécile Martin de « Prospective & Patrimoine » a entrepris une recherche iconographique ainsi que la rédaction de tous les textes de l’exposition permanente et, pour ce faire, s’est entourée de nombreux partenaires scientifiques afin d’assurer la rigueur des thématiques présentées. Grâce à différentes disciplines qui se répondent d’étage en étage, l’exposition permet ainsi d’identifier les multiples composantes du paysage : la roche et le temps au niveau 0, l’eau et la lumière au niveau 1, mémoire de l’Espace au niveau 2, hommes et territoires niveau 3, pays et paysages niveau terrasse. 
Ce musée du paysage et le programme de réutilisation des niveaux de la Tour brune offrent de nouvelles perspectives dans l’aménagement de ce type de bâtiments, à priori difficile à rendre accessible au public.